# Pierre Joseph Teissier
Ne doit pas être confondu avec Joseph Teissier.
Pour les articles homonymes, voir Teissier.
Pierre Joseph Teissier, né à Paris le 26 janvier 1864 et mort dans la même ville le 1er avril 1932, est un médecin français connu pour la rédaction d'un important « Nouveau Traité de médecine » avec Georges Henri Roger et Fernand Widal.

## Biographie
Il est le fils d'un négociant, Jean-Pierre Teissier, et de Marie Alexandrine Amélie Clavé.
Il commence ses études médicales à Bordeaux et les termine à Paris. Il passe sa thèse en 1894 sur « les lésions de l'endocarde chez les tuberculeux. » Il est nommé professeur agrégé à la Faculté de médecine de Paris en 1897, médecin des hôpitaux en 1899 enfin professeur de pathologie interne puis de clinique des maladies infantiles de la Faculté de médecine de Paris.

## Travaux
- Nouveau Traité de médecine en 24 volumes.
- À partir de 1899, il dirige la partie « Pathologie Générale » du Journal de Physiologie et de Pathologie Générale fondé par Charles Bouchard[5].

## Distinctions
- Croix de Guerre 1914-1918.
- Officier de l'ordre des Palmes académiques.
- Légion d'honneur[2] :
  -  Chevalier le 13 janvier 1909.
  -  Officier le 18 février 1916.
  -  Commandeur le 13 août 1924.

- Il est élu membre de l'Académie de médecine le 19 mars 1918[6].